# シエンフエーゴス
シエンフエーゴス（Cienfuegos）は、キューバの中央部南岸にある都市で、シエンフエーゴス州の州都である。ハバナからは約250 km で、人口は約15万人である。この都市は、「南の真珠」（La Perla del Sur）の異名をとっている。「シエンフエーゴス」は言葉どおりに訳すと「百の火」である。

## 地理
シエンフエーゴス湾（Bahía de Cienfuegos）の入り口近くには、ハグア要塞（Fortaleza de Jagua）がある。これは、カリブ海の海賊たちに対抗して1745年に築かれた城塞である。
今日では砂糖やコーヒー、タバコ、皮革などの搬出港として知られており、これらの関連産業企業が林立している工業地域が形成されている。
旧市街には1819年から1850年に建てられた6棟の建造物が現存している。1851年から1900年のものは327棟で、1188棟は20世紀以降のものである。カリブ海諸国には、この旧市街ほどに新古典主義様式の建造物が集中している場所はない。

### 人口
2004年にはシエンフエーゴス市の人口は163,824人だった 面積は333 km2 なので、人口密度は492.0 人/km2 である。

### 気候
ケッペンの気候区分によれば、シエンフエーゴスはサバナ気候 (Aw) に属する。
| シエンフエーゴスの気候                              | シエンフエーゴスの気候 | シエンフエーゴスの気候 | シエンフエーゴスの気候 | シエンフエーゴスの気候 | シエンフエーゴスの気候 | シエンフエーゴスの気候 | シエンフエーゴスの気候 | シエンフエーゴスの気候 | シエンフエーゴスの気候 | シエンフエーゴスの気候 | シエンフエーゴスの気候 | シエンフエーゴスの気候 | シエンフエーゴスの気候 |
| 月                                                  | 1月                    | 2月                    | 3月                    | 4月                    | 5月                    | 6月                    | 7月                    | 8月                    | 9月                    | 10月                   | 11月                   | 12月                   | 年                     |
| --------------------------------------------------- | ---------------------- | ---------------------- | ---------------------- | ---------------------- | ---------------------- | ---------------------- | ---------------------- | ---------------------- | ---------------------- | ---------------------- | ---------------------- | ---------------------- | ---------------------- |
| 最高気温記録 °C （°F）                              | 31.1 (88)              | 32.8 (91)              | 33.3 (91.9)            | 32.8 (91)              | 34.4 (93.9)            | 35.0 (95)              | 35.0 (95)              | 34.4 (93.9)            | 35.0 (95)              | 33.9 (93)              | 32.8 (91)              | 31.7 (89.1)            | 35.0 (95)              |
| 平均最高気温 °C （°F）                              | 27.2 (81)              | 27.8 (82)              | 28.9 (84)              | 29.4 (84.9)            | 30.6 (87.1)            | 31.7 (89.1)            | 32.2 (90)              | 32.2 (90)              | 31.7 (89.1)            | 31.1 (88)              | 28.3 (82.9)            | 27.8 (82)              | 29.9 (85.8)            |
| 日平均気温 °C （°F）                                | 22.2 (72)              | 22.3 (72.1)            | 23.4 (74.1)            | 24.4 (75.9)            | 25.6 (78.1)            | 26.7 (80.1)            | 27.2 (81)              | 27.2 (81)              | 26.7 (80.1)            | 26.7 (80.1)            | 23.9 (75)              | 22.8 (73)              | 24.9 (76.8)            |
| 平均最低気温 °C （°F）                              | 17.2 (63)              | 16.7 (62.1)            | 17.8 (64)              | 19.4 (66.9)            | 20.6 (69.1)            | 21.7 (71.1)            | 22.2 (72)              | 22.2 (72)              | 21.7 (71.1)            | 21.7 (71.1)            | 19.4 (66.9)            | 17.8 (64)              | 19.9 (67.8)            |
| 最低気温記録 °C （°F）                              | 7.8 (46)               | 7.2 (45)               | 7.2 (45)               | 10.0 (50)              | 13.3 (55.9)            | 18.9 (66)              | 20.0 (68)              | 19.4 (66.9)            | 20.0 (68)              | 15.6 (60.1)            | 11.1 (52)              | 8.9 (48)               | 7.2 (45)               |
| 雨量 mm （inch）                                    | 18 (0.71)              | 25 (0.98)              | 33 (1.3)               | 46 (1.81)              | 119 (4.69)             | 152 (5.98)             | 122 (4.8)              | 160 (6.3)              | 173 (6.81)             | 160 (6.3)              | 41 (1.61)              | 23 (0.91)              | 1,072 (42.2)           |
| 出典：Sistema de Clasificación Bioclimática Mundial |                        |                        |                        |                        |                        |                        |                        |                        |                        |                        |                        |                        |                        |

## 歴史
スペイン人が到達した当時、この地域はカシカスゴ・デ・ハグア（Cacicazgo de Jagua）と呼ばれており、先住民が住んでいた。
都市は、Don Louis D'Clouetに率いられたボルドーやルイジアナからのフランス系移民によって、1819年4月22日に建設された。建設当時の町は、スペイン王フェルナンド7世にあやかって「フェルナンディナ・デ・ハグア」（Fernardina de Jagua）と呼ばれていた。集落は1829年に町（Town）になり、1830年に都市（City）になった。のちに、島の総司令官シエンフエーゴスに因み、都市もシエンフエーゴスと呼ばれるようになった。
キューバ革命時にはシエンフエーゴスでもバティスタ政権に対する反乱が起き、1957年9月5日には爆撃された。
2005年に、旧市街が「シエンフエーゴスの都市歴史地区」として、ユネスコの世界遺産に登録された。

## 観光名所

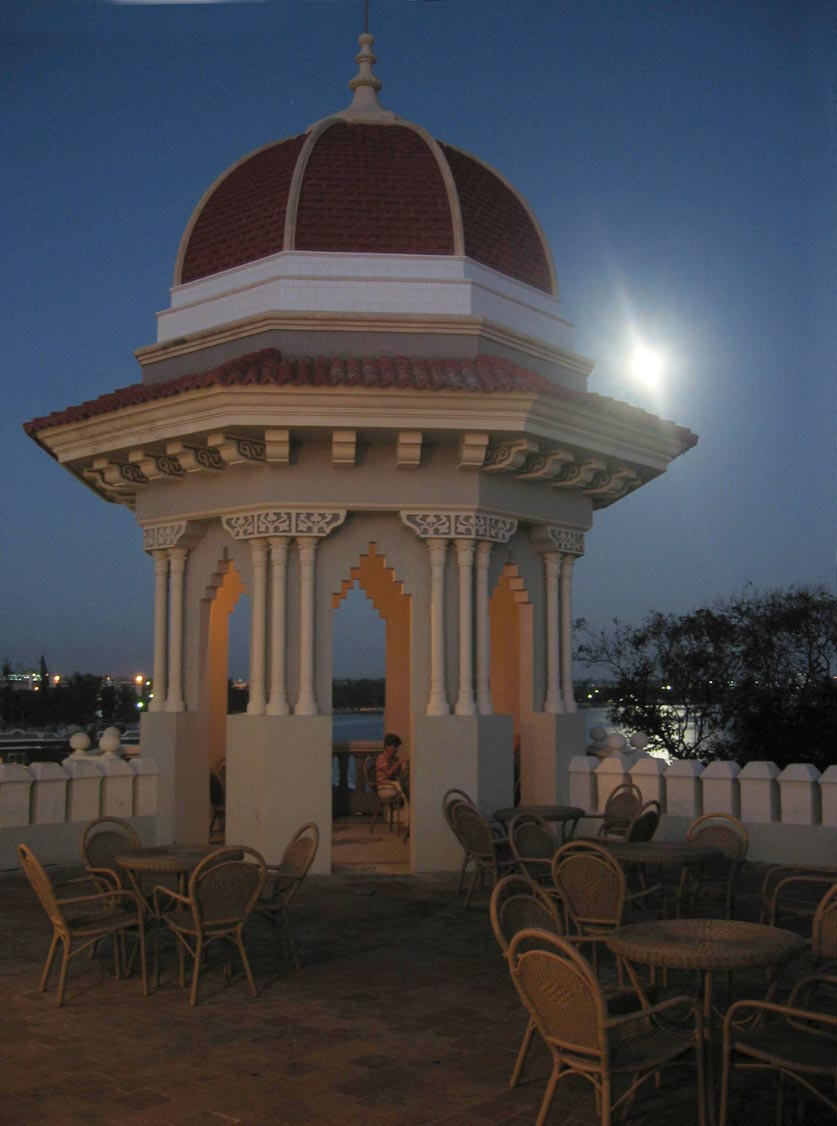
パラシオ・デ・バジェ

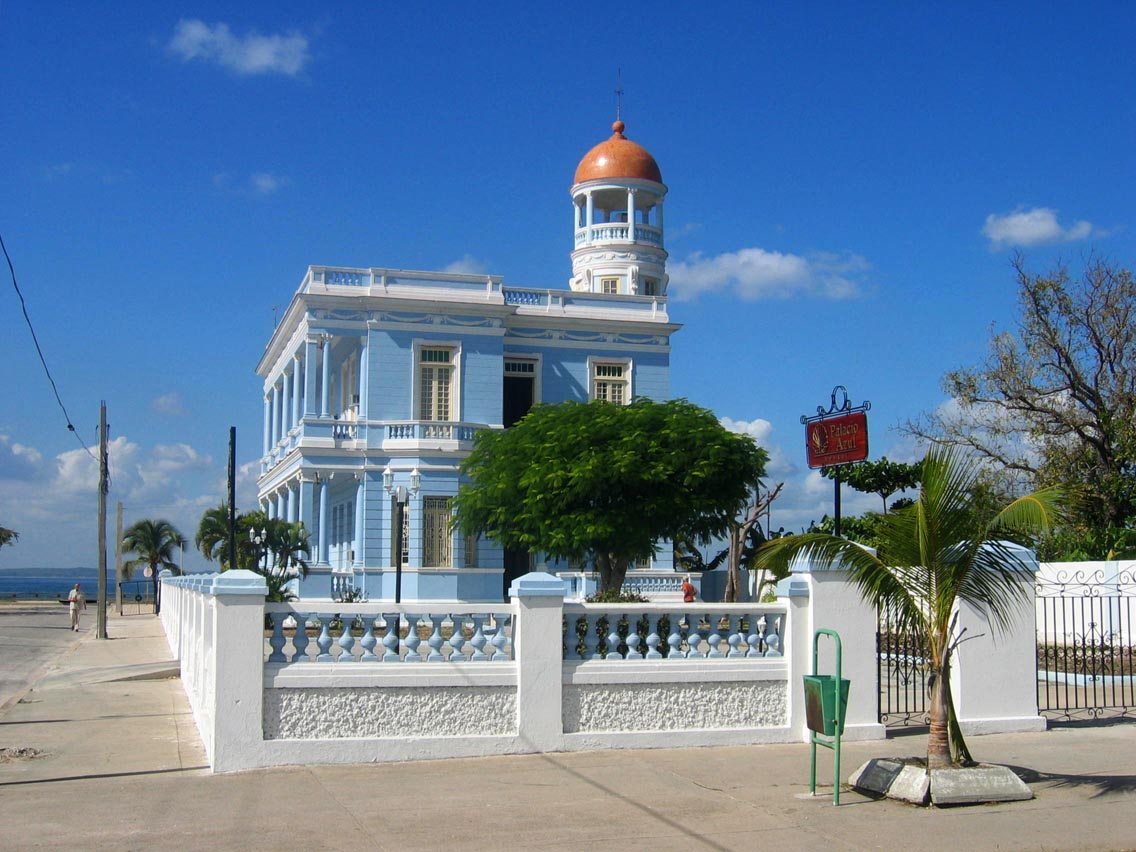
パラシオ・アスール（青の宮殿）

- ハグア城（Castillo de Jagua）- 正式にはヌエストラ・セニョーラ・デ・ロス・アンヘレス・デ・ハグア城（Castillo de Nuestra Señora de los Ángeles de Jagua）という城塞。
- 凱旋門（Arco de Triunfo）- キューバ唯一の凱旋門
- プリシマ・コンセプシオン大聖堂（Catedral de la Purísima Concepción）- 1833年から1869年に建造された美しいステンドグラスを備えた大聖堂。プリシマ・コンセプシオンは「無原罪の御宿り」の意。
- シエンフエーゴス植物園（Jardín Botánico de Cienfuegos）- 97 haの広さを持つ植物園。
- 州立博物館（Museo Provincial）- 家具や陶磁器の博物館。
- パラシオ・デ・バジェ（Palacio de Valle）- 1913年から1917年に建設されたネオゴシック様式の宮殿。
- パルミラ・ヨルバ霊廟（Palmira Yorubá Pantheon）- アフリカの信仰とカトリックの混合主義的な宗教博物館。
- ホセ・マルティ公園（Parque José Martí）- アルマス広場（Plaza de Armas）内の公園。
- シエンフエーゴス大学（University of Cienfuegos）

## 関連人物

### 著名な住民
- Benny Moré, キューバの歌手。